# Cảng Nagoya
Cảng Nagoya (名古屋港 Nagoyakō) là cảng nằm bao quanh khu vực vịnh Ise, Nhật Bản. Cảng biển được khởi công xây dựng vào năm 1896, với tên gọi ban đầu là cảng Atsuta. Ngày 24 tháng 10 năm 1907, cảng Atsuta đổi tên thành cảng Nagoya. Vào ngày 10 tháng 11 năm 1907, cảng biển chính thức đưa vào hoạt động.